# Josef Kalenský
Josef Kalenský (17. února 1915 Lískovice – 11. dubna 1942 Middenmeer) byl český pilot 311. československé bombardovací perutě a oběť druhé světové války.

## Život

### Před druhou světovou válkou
Josef Kalenský se narodil 17. února 1915 v Lískovicích na Hořicku. Vychodil obecnou a měšťanskou školu. Mezi lety 1934 a 1936 absolvoval Školu leteckého dorostu v Prostějově. Stal se vojákem z povolání u československého vojenského letectva a sloužil u leteckého pluku 2.

### Druhá světová válka
Po německé okupaci v březnu 1939 opustil Josef Kalenský ilegálně Protektorát Čechy a Morava. Ve Francii byl 2. října 1939 prezentován u zde vznikající československé zahraniční jednotky. Byl přijat do francouzského armádního letectva a sloužil v bombardovací jednotce GB I/3. Po pádu Francie v červnu 1940 se evakuoval do Spojeného království. V létě téhož roku vstoupil do Royal Air Force, byl zařazen k 311. československé bombardovací peruti a jako její přislušník se účastnil řady náletů na nacistické Německo a okupovanou Evropu. Dne 11. dubna 1942 byl při návratu z bombardování Kruppových závodů v Essenu jeho již protiletadlovou palbou poškozený stroj Vickers Wellington Mk.IC Z8838 KX-Z napaden nočním stíhacím esem Helmutem Lentem. Zřítil se u nizozemské vesnice Middenmeer přičemž zahynula celá posádka. Josef Kalenský byl společně s ostatními formálně pohřben na hřbitově v Den Helderu, v roce 2004 po archeologických pracích v místě pádu stroje byly jejich ostatky uloženy na válečný hřbitov v Bergen op Zoom. Josef Kalenský dosáhl hodnosti rotmistra.

## Posmrtná ocenění
- Josefu Kalenskému byl in memoriam udělen Československý válečný kříž 1939 a Československá medaile Za chrabrost před nepřítelem
- Josef Kalenský byl v roce 1991 in memoriam povýšen do hodnosti plukovníka
- Posádce stroje Josefa Kalenského byl v roce 2021 v místě jeho pádu u obce Middenmeer odhalen pomník[3]